# Безугляки
Безугляки (укр. Безугляки) — село, входит в Сквирский район Киевской области Украины.
Население по переписи 2001 года составляло 431 человек. Почтовый индекс — 09031. Телефонный код — 4568. Занимает площадь 1,11 км². Код КОАТУУ — 3224085602.

## Местный совет
09031, Киевская обл., Сквирский р-н, с. Пищики, ул. Ленина, 119в; тел. 3-23-45.

## История
Лаврентий Похилевич в «Сказании о населённых местностях Киевской губернии» (1864 год) пишет:
«Пищики село расположено по обеим сторонам реки Камянки; но часть села на левой стороне реки лежащая называется также Напрасниками и Безугляками».
В ХІХ столетии деревня Безугляки (Напрасники) была в составе Велико-Половецкой волости Васильковского уезда Киевской губернии. Ранее в селе была Петропавловская церковь, позже перенесенная в с. Михайловка.
Священнослужители Петропавловской церкви:
- 1796—1799 — священник Иван Алексеевич Яроцкий
- 1796 — дьячок Степан Иванович Яроцкий (с 1799 года — священник)
- 1796—1799 — пономарь Онисим Петрович Дедковской
- 1799 — дьячок Лаврентий Иванович Яроцкий